# ريان لو
ريان لو (بالإنجليزية: Ryan Law) هو لاعب كرة قدم بريطاني في مركز ظهير ‏، ولد في 8 سبتمبر 1999 في Kingsteignton ‏ في المملكة المتحدة. لعب مع نادي بليموث أرجايل.